# Global Engine Manufacturing Alliance
«GEMA» redirigue aquí, para otros usos véase gema (desambiguación).

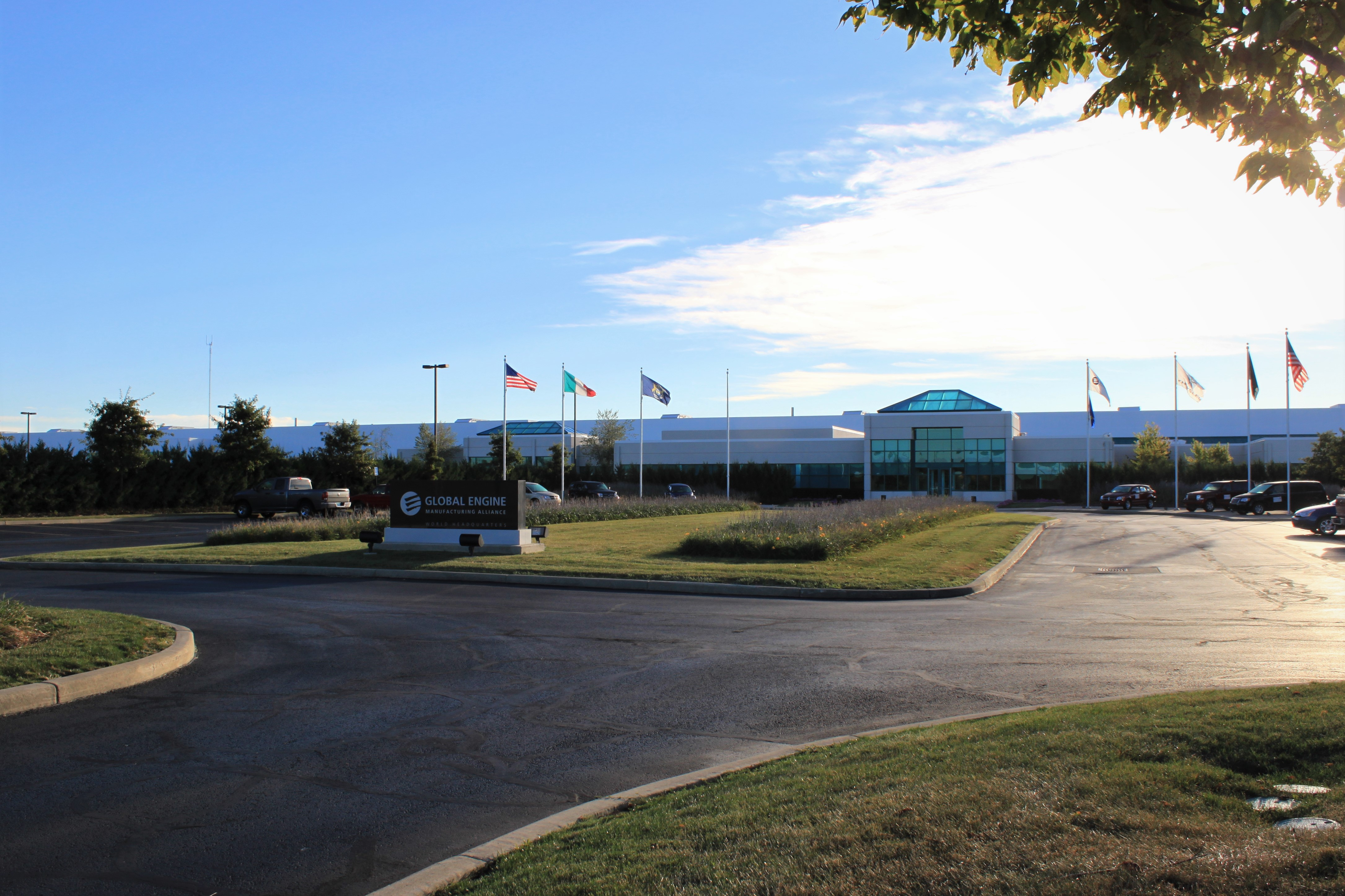
Sede mundial en Dundee, Míchigan.

Global Engine Manufacturing Alliance LLC, también conocida por su siglas GEMA, fue una joint venture para la fabricación de motores para automóviles, propiedad de DaimlerChrysler AG, Mitsubishi Motors y Hyundai Motor Company. Fue fundada en mayo de 2002.